# Tatiana Roque
Pour les articles homonymes, voir Roque.
Tatiana Marins Roque (née à Rio de Janeiro le 24 avril 1970) est une mathématicienne et femme politique brésilienne. Elle est historienne des mathématiques, professeure à l'université fédérale de Rio de Janeiro. Elle a été candidate du Parti socialisme et liberté aux élections fédérales de 2018.

## Biographie
Tatiana Roque obtient une licence de mathématiques 1991, puis un master de mathématiques en 1994 à l'université fédérale de Rio de Janeiro (UFRJ). Elle prépare un doctorat d'histoire et de philosophie des mathématiques et bénéficie d'une bourse de recherche du REHSEIS (UMR 7596) en 1998-1999. Elle soutient sa thèse à l'université fédérale de Rio de Janeiro en 2001, et y est nommée enseignante. Elle enseigne à l'Institut d'histoire des sciences et des techniques et d'épistémologie (HCTE), avec une chaire à l'Institut Alberto Luiz Coimbra (pt) de l'université fédérale de Rio de Janeiro et elle inscrit ses recherches dans le laboratoire universitaire REHSEIS (Pesquisas Históricas e Epistemológicas sobre as Ciências Exatas e as Instituições Científicas). Elle est membre associée du laboratoire Archives Henri Poincaré — Philosophie et recherches sur les sciences et les technologies (UMR 7117). Elle est directrice du programme Brésil du Collège international de philosophie de 2001 à 2007.
Ses sujets de recherche comprennent l'histoire des mathématiques, les relations entre l'histoire et l'ensemble des mathématiques et l'histoire des théories de la différenciation et la mécanique de la vie entre les XIXe  et  XXe siècles. Elle est par ailleurs présidente de la section syndicale des enseignants de l'UFRJ (Adufrj-SSind) et membre du comité de rédaction de la revue Histoire des mathématiques.
Elle est conférencière invitée au Congrès international des mathématiciens à Rio de Janeiro en 2018.

## Activités politiques
Elle est candidate en 2018 à la députation fédérale du Parti socialisme et liberté (PSOL). Elle obtient 15 789 suffrages, et arrive à la troisième place.

## Activités éditoriales
Elle est l'auteure d'un manuel destiné à enseigner l'histoire des mathématiques, en 2012. Historia de la matemática: una visión crítica, deshaciendo mitos y leyendas [Histoire de la mathématique : une vision critique, en défaisant mythes et légendes] (2012) a été récompensé par le prix Jabuti 2013,.
Elle est co-auteure, avec Sara Franceschelli et Michel Paty, de Chaos et systèmes dynamiques. Ce livre définit et étudie les systèmes dynamiques, particulièrement sous la forme d'équations différentielles, même si les équations aux différences finies ou aux dérivées partielles ne sont pas absentes. Certains exemples choisis concerne la météorologie ou l'évolution du système solaire.